# Aimee Brooks
Aimee Brooks (* 19. November 1974 in Los Angeles, Kalifornien) ist eine US-amerikanische Filmproduzentin und ehemalige Schauspielerin.

## Leben
Aimee Brooks begann ihre Karriere als Jungschauspielerin und spielte vor allem in Fernsehproduktionen. Einen ersten Erfolg konnte sie mit der Rolle der Sarah Horton verbuchen, die sie in 62 Episoden der langlebigen Seifenoper Zeit der Sehnsucht verkörperte. 1991 übernahm sie eine der Hauptrollen in der Horrorkomödie Critters 3 – Die Kuschelkiller kommen. In dieser Produktion agierte sie an der Seite des ebenfalls noch jungen Leonardo DiCaprio. Es folgten weitere Fernsehauftritte in Serien wie Eerie, Indiana, Strong Medicine: Zwei Ärztinnen wie Feuer und Eis und Criminal Minds, ehe Brooks nach der Jahrtausendwende in den Direct-to-Video-Horrorfilmen The Mangler Reborn (2005) und Closed for the Season (2010) erneut Hauptrollen übernehmen konnte.
Nach 2010 ließ Brooks die Schauspielerei weitestgehend ruhen und wendete sich zunehmend anderen Bereichen der Filmbranche zu. So gründete sie eine eigene Produktionsfirma namens Dark Window Productions, welche im Independent-Film-Bereich tätig ist und vor allem Internet-basierende Filmstoffe produziert. Sie war auch Mitbegründerin einer weiteren Produktionsfirma namens La Fond Films.
Seitdem arbeitet Brooks hauptsächlich als Produzentin. In dieser Stellung war sie bisher verantwortlich für diverse Webserien wie Haunted Christmas (2016), Geeks Vs. Aliens (2017) und Aimee Keeps it Creepy (2020).

## Filmografie (Auswahl)
- 1987: Der Hogan-Clan (The Hogan Family, Fernsehserie, 1 Folge)
- 1989: California High School (Saved by the Bell, Fernsehserie, 1 Folge)
- 1990–1991: Zeit der Sehnsucht (Days of Our Lives, Fernsehserie, 62 Folgen)
- 1991: Blossom (Fernsehserie, 1 Folge)
- 1991: Critters 3 – Die Kuschelkiller kommen (Critters 3)
- 1991: Eerie, Indiana (Fernsehserie, 1 Folge)
- 1995: Deception – Tödliche Täuschung (True Crime)
- 2003: Monster Man – Die Hölle auf Rädern (Monster Man)
- 2004: Strong Medicine: Zwei Ärztinnen wie Feuer und Eis (Strong Medicine, Fernsehserie, 1 Folge)
- 2005: Criminal Minds (Fernsehserie, 1 Folge)
- 2005: The Mangler Reborn (Direct-to-Video)
- 2006: Shark (Fernsehserie, 1 Folge)
- 2010: Closed for the Season